# Luigi Brandani
Luigi Francesco Pavolo Maria Brandani, meglio noto come Luigi, detto Cicciolesso (Presciano, 2 aprile 1786 – Siena, 31 marzo 1843), è stato un fantino italiano.

## Carriera
Cicciolesso corse il Palio di Siena in ventotto occasioni, tra il 1812 e il 1841; vinse quattro volte, in un periodo molto limitato di tempo: tra il 1823 e il 1826.
Dopo aver esordito nell'Oca il 2 luglio 1812, vinse il Palio dell'Assunta dello stesso anno con la Tartuca. 
Due anni dopo si rese protagonista di un episodio riportato da tutte le cronache dell'epoca. Accadde infatti che durante il Palio del 16 agosto 1814 Cicciolesso, che correva nel Nicchio, cercò di fermare il fantino dell'Oca Luigi Menghetti detto Piaccina. In un primo momento tentò di gettarlo giù da cavallo e successivamente, avendo fallito nel tentativo, saltò dal proprio cavallo su quello del rivale. In Piazza del Campo si poté assistere alla scena di due fantini che montavano lo stesso cavallo: il tutto durò per un giro, durante il quale Cicciolesso con una mano abbracciava il rivale e con l'altra gli impediva di condurre il cavallo. Al termine della corsa, vinta dalla Torre con Ciccina (nipote di Piaccina), Cicciolesso venne malmenato dagli inferociti ocaioli.
Cicciolesso tornò a vincere nel 1823 per l'Istrice; riuscì a ripetersi il 27 settembre dell'anno seguente, in occasione del Palio di recupero di quello del luglio non disputato per la morte di Ferdinando III di Toscana: vinse sotto i colori dell'Oca, proprio la Contrada che aveva ostacolato dieci anni prima.
Il suo ultimo successo arrivò il 16 agosto 1826 nel Nicchio.

## Vita privata
Cicciolesso si sposò due volte ed entrambe con donne imparentate strettamente con fantini del Palio. La prima fu Aurora, figlia di Giuseppe Brecchi detto Brecchino il 7 febbraio 1813 in Val di Pugna. Esattamente nove mesi più tardi, il 7 novembre, nacque il primogenito Giovanni Brandani, in seguito conosciuto come Pipistrello. Il matrimonio non durò a lungo, infatti il 25 novembre 1820 Aurora morì per le conseguenze relative al parto del figlio Fortunato. Luigi si risposò, questa volta con Margherita, sorella di Giuseppe Straccali, detto Beppaccio. Pertanto Cicciolesso era genero di Brecchino e pure cognato di Beppaccio.
È stato sicuramente quello più imparentato con altri fantini: cognato di Bianchi Mugnaio (Giuseppe Bianchi), cognato di Beppaccio (Giuseppe Straccali); suocero di Campanino (Francesco Bianchini); nonno di Piccolo Campanino (Leopoldo Bianchini); genero di Brecchino (Giuseppe Brecchi); padre di Pipistrello (Giovanni Brandani) e Brandino Minore (Agostino Brandani); fratello di Brandino (Matteo Brandani), Brandino II (Angiolo Brandani) e Ghiozzo (Giuseppe Brandani).

## Presenze al Palio di Siena
| Palio             | Contrada     | Cavallo                  | Note   |
| ----------------- | ------------ | ------------------------ | ------ |
| 2 luglio 1812     | Oca          | Morello di D. Bruttini   |        |
| 16 agosto 1812    | Tartuca      | Morello di V. Mariotti   |        |
| 2 luglio 1813     | Chiocciola   | Morello di G. Ceccarelli |        |
| 16 agosto 1813    | Lupa         | Morello di G. Pianigiani |        |
| 16 agosto 1814    | Tartuca      | Grigio di G. Fioravanti  |        |
| 16 agosto 1814    | Nicchio      | Baio di G. Manetti       |        |
| 2 luglio 1823     | Pantera      | Morello di A. Lippi      |        |
| 17 agosto 1823    | Istrice      | Grigio di S. Felli       |        |
| 27 settembre 1824 | Oca          | Morello di G. Bianciardi |        |
| 3 luglio 1825     | Valdimontone | Grigio di D. Bruttini    | scosso |
| 2 luglio 1826     | Nicchio      | Morello di G. Magnelli   |        |
| 16 agosto 1826    | Nicchio      | Morello di F. Gigli      |        |
| 2 luglio 1827     | Lupa         | Morello di S. Felli      |        |
| 2 luglio 1828     | Valdimontone | Grigio di G. Batazzi     |        |
| 17 agosto 1828    | Drago        | Morello di S. Felli      |        |
| 2 luglio 1829     | Istrice      | Baio di F. Gigli         | scosso |
| 16 agosto 1829    | Lupa         | Morello di G. Batazzi    |        |
| 2 luglio 1830     | Selva        | Morello di F. Gigli      | scosso |
| 16 agosto 1830    | Pantera      | Morello di S. Guerranti  | scosso |
| 2 luglio 1831     | Selva        | Morello di A. Rubini     | scosso |
| 16 agosto 1831    | Drago        | Morello di S. Guerranti  |        |
| 2 luglio 1832     | Nicchio      | Morello di G. Batazzi    |        |
| 2 luglio 1833     | Aquila       | Morello di A. Bellaccini |        |
| 18 agosto 1833    | Pantera      | Morello di G. Bellaccini |        |
| 2 luglio 1835     | Selva        | Baio di G. Piazzesi      | scosso |
| 2 luglio 1836     | Nicchio      | Morello di F. Bianchini  |        |
| 16 agosto 1840    | Oca          | Morello di B. Brandani   |        |
| 18 agosto 1841    | Leocorno     | ?                        |        |